# Ion Oblemenco
Ion Oblemenco (Corabia, 1945. május 13. – Agadir, Marokkó, 1996. szeptember 1.) olimpiai válogatott román labdarúgó, csatár, edző. Négyszeres román bajnoki gólkirály.

## Pályafutása

### Klubcsapatban
1964 és 1966 között a Rapid București, 1966 és 1977 között az Universitatea Craiova, 1977–78-ban az FCM Galați labdarúgója volt. A Craiovával egy-egy román bajnoki címet és kupagyőzelmet ért el. 1967 és 1973 között négy alkalommal volt a román élvonal gólkirálya.

### A válogatottban
1967 és 1970 között 12 alkalommal szerepelt a román olimpiai válogatottban és öt gólt szerzett.

### Edzőként
1979–80-ban az Universitatea Craiova segédedzője, 1980–81-ben a vezetőedzője volt. Ebben az idényben román bajnokságot és kupát nyert az együttessel. 1982 és 1985 között a Chimia Râmnicu Vâlcea, 1985-ben az Olt Scornicești, 1992–93-ben ismét az Universitatea Craiova szakmai munkáját irányította. 1996-ban a marokkói Hassania Agadir edzője lett. 1996. szeptember 1-jén egy barátságos mérkőzés közben szívrohamot kapott és meghalt.

## Sikerei, díjai

### Játékosként
Universitatea Craiova
- Román bajnokság
  - bajnok: 1973–74
  - gólkirály (4): 1966–67 (17 gól), 1969–70 (19 gól), 1971–72 (20 gól), 1972–73 (21 gól)
- Román kupa
  - győztes: 1977

### Edzőként
Universitatea Craiova
- Román bajnokság
  - bajnok: 1980–81
- Román kupa
  - győztes: 1981